# Honduras ai Giochi paralimpici
L'Honduras è presente ai Giochi paralimpici estivi dall'edizione che si tenne nel 1996 ad Atlanta, in cui ha partecipato con 2 atleti. Da allora ha partecipato ad ogni edizione delle Paralimpiadi estive, senza mai vincere medaglie. Non ha mai partecipato ai Giochi paralimpici invernali.

## Medagliere

### Giochi paralimpici estivi
| Giochi       | Oro | Argento | Bronzo | Totale | Pos. |
| ------------ | --- | ------- | ------ | ------ | ---- |
| Atlanta 1996 | 0   | 0       | 0      | 0      | -    |
| Sydney 2000  | 0   | 0       | 0      | 0      | -    |
| Atene 2004   | 0   | 0       | 0      | 0      | -    |
| Pechino 2008 | 0   | 0       | 0      | 0      | -    |
| Londra 2012  | 0   | 0       | 0      | 0      | -    |
| Rio 2016     | 0   | 0       | 0      | 0      | -    |
| Tokyo 2020   | 0   | 0       | 0      | 0      | -    |
| Parigi 2024  | 0   | 0       | 0      | 0      | -    |
| Totale       | 0   | 0       | 0      | 0      | 0    |